# Anna Goos
Anna Goos, född 1627, död 1691, var en nederländsk tryckare, redaktör och förläggare. Hon var direktör för det berömda tryckeriet och förlaget Plantin i Antwerpen mellan 1674 och 1681.   Hon var gift med Balthasar II Moretus och mor till Balthasar II Moretus. Efter hennes makes död blev hon delägare och styrde tryckeriet, som då var ett av regionens största, tillsammans med sin son, som då var mycket ung. Hon beskrivs som skicklig och kunnig och styrde firman ensam då sonen var i Spanien. Hon drog sig dock tillbaka 1681 och skrev då över hela företaget på honom